# James Thomson (entomologista)

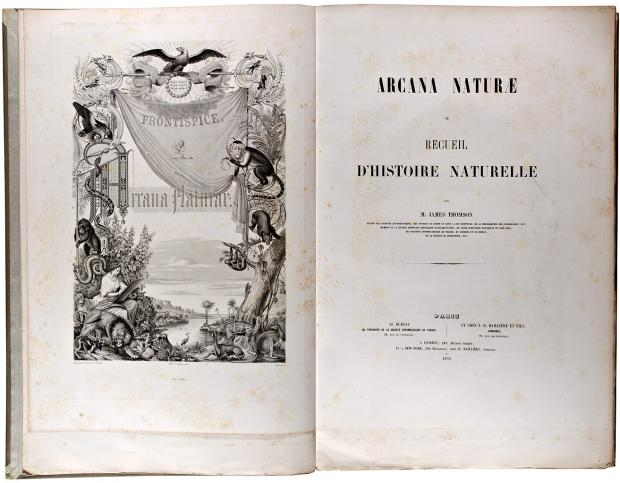
Frontispício de Arcana Naturae

James Thomson (15 de março de 1828 - 2 de julho de 1897) foi um entomologista estadounidense especializado em coleópteros.
James Thomson era independente e viveu a maior parte da vida na França. Sua coleção de Cerambycidae, Buprestidae, Cetoniinae e Lucanidae foi eventualmente vendida a René Oberthür. Ele era membro da Société entomologique de France.
James Thomson não deve ser confundido com Carl Gustaf Thomson (1824-1899), também entomologista .

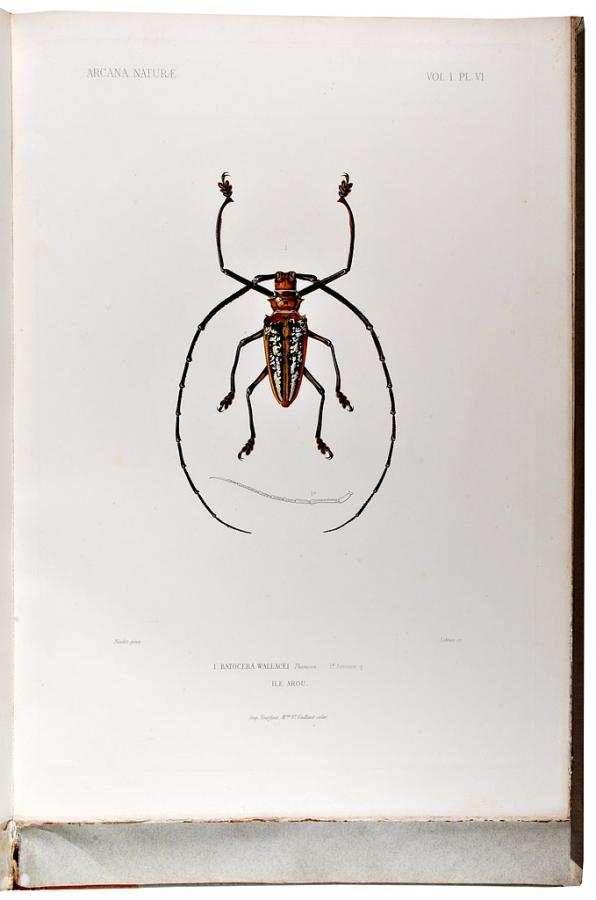
Placa de Arcana Naturae ilustrando Batocera wallacei

## Obras
Lista parcial:
- 1857 Monographie des Cicindélides, ou exposé méthodique et critique des tribus, genres et espèces de cette famille por James Thomson Paris: J.-B. Baillière, 1857
- 1858 Voyage au Gabon. Histoire naturelle des insectes et des Arachnides recueillis pendant un voyage fait au Gabon en 1856 et en 1857 par M. Henry C. Deyrolle sous les auspices de MM. le conde de Mniszech et James Thomson . in: Archives Entomologiques, Paris 2: frontispício + 472 p., 14 pls.
- 1859 Physis: Arcana naturae, ou recueil d'histoire naturelle . Paris, chez J.-B. Baillière et Fils, 1859. Frontispício de Hercule Nicolet
- 1860-1861 Essai d'une classificação de la famille des Cérambycides et matériaux pour servir à une monographie de cette famille, Paris
- 1864 Thomson, J. 1864. Systema Cerambycidarum ou exposé de tous les genres compris dans la famille des cérambycides et familles limitrophes . in: Mémoires de la Société royale des sciences de Liège, 19: 1-540.
- 1877 Typi cerambycidarum Musei Thomsoniani, Paris, Deyrolle